# Oscarbrefeldia pellucida
Oscarbrefeldia pellucida är en svampart som beskrevs av Carl Holtermann 1898. Oscarbrefeldia pellucida ingår i släktet Oscarbrefeldia, klassen Saccharomycetes, divisionen sporsäcksvampar och riket svampar.   Inga underarter finns listade i Catalogue of Life.